# Линнеп (замок)
Замок Линнеп (нем. Schloss Linnep), называемый также Усадьба Линнеп (нем. Haus Linnep) — водный замок в городе Ратинген (городская часть Брайтшайд) в земле Северный Рейн-Вестфалия, Германия.

## История
Впервые этот рыцарский замок упоминается в XI веке в документе соседнего монастыря Кайзерверт (Kaiserswerth).
Поместье (замок) Линнеп был крупным господским центром Линнеп до 1802 года. Причём со дня основания в нём проживало несколько семейств. До 1461 года в нём жили рыцари и господа Линнеп (Linnep, Linepe, Lynepe). Затем по наследству замок перешёл к графам Хоэнлимбургским (Grafen von Hohenlimburg). С 1582 года сюда переселяется семья барона Иззельштайнского (Isselstein), исповедующего протестантизм. Сначала замок приобретается под залог, а с 1643 года покупается.
С 1731 года хозяева меняются многократно. В 1855 году поместье приобретается имперским графом Фердинандом фон Шпее (Ferdinand von Spee), — младшим братом владельца замка в Хельторфе под Дюссельдорфом. Одновременно приобретается крупный лесной участок и общая площадь поместья увеличивается до 300 гектаров.
До 1990-х годов в новом крыле замка, реконструированном владельцами фон Шпее, располагался архив района Меттман.
В настоящее время замок является частным владением фермера и многолетнего деятеля партии ХДС Клеменса Графа фон Шпее (Clemens Graf von Spee), постоянно проживающего с семейством в замке. Туристы могут осматривать замок только снаружи.
В январе 2008 года хозяйственная деятельность замка переходит под руководство Изабеллы и Вильдериха (барона Кеттелерского). В 2010 году в замке впервые начинают заключать официальные акты бракосочетаний.

## Архитектура
В современных строениях замка самыми древними являются элементы XII века. Это центральная башня романского стиля и отдельные участки крепостной стены. В 1769 году замок был полностью реконструирован, а в 1855 году капитально отремонтирован и частично перестроен вновь. Замок очень компактно расположен в долине ручья Химмельсбах (Hummelsbach) и окружён рвом, наполненным водой и частично превращённым в отдельные пруды, через который перекинуты три моста. Парадный вход расположен перед фасадом здания. Это декоративно украшенная лестница, ведущая на первый этаж и поднимающаяся над высоким цоколем основного здания. Внутренний двор, через который можно пройти в замок, окружён хозяйственными и жилыми постройками. Он имеет три выхода разных направлений.
Юго-западнее замка, в ста метрах от него, расположена евангелическая лесная церковь Линнеп, построенная в 1684 году и являющаяся одной из старейших реформаторских церквей земли Рейнской земли (Rheinland). Рядом находится фахверковый дом бывшей замковой мельницы, долгое время служивший затем трактиром, а сегодня представляющий из себы часть конюшенного комплекса.